# Парламентские выборы в ГДР (1958)
Парламентские выборы в ГДР (1967) — третьи выборы в Народную палату ГДР, состоявшиеся 16 ноября 1958 года. Все 468 избранных депутатов были кандидатами из списка Национального фронта ГДР.

## Результаты выборов
Явка избирателей согласно официальным данным составила 98,90 %. Список, предложенный Национальным фронтом, одобрило 99,87 % избирателей , 0,13 % голосов признаны недействительными.
|                                     | Национальный фронт                  |                                              | Социалистическая единая партия Германии | 99,87  | 117 | ▬ |
|                                     | Национальный фронт                  | Объединение свободных немецких профсоюзов    | 55                                      | 99,87  | ▬   |   |
|                                     | Национальный фронт                  | Христианско-демократический союз             | 52                                      | 99,87  | ▬   |   |
|                                     | Национальный фронт                  | Либерально-демократическая партия Германии   | 52                                      | 99,87  | ▬   |   |
|                                     | Национальный фронт                  | Национально-демократическая партия Германии  | 52                                      | 99,87  | ▬   |   |
|                                     | Национальный фронт                  | Демократическая крестьянская партия Германии | 52                                      | 99,87  | ▬   |   |
|                                     | Национальный фронт                  | Союз свободной немецкой молодёжи             | 29                                      | 99,87  | ▬   |   |
|                                     | Национальный фронт                  | Демократический женский союз Германии        | 29                                      | 99,87  | ▬   |   |
|                                     | Национальный фронт                  | Культурный союз                              | 18                                      | 99,87  | ▬   |   |
|                                     | Национальный фронт                  | Ассоциация взаимопомощи фермеров             |                                         | 12     | ▬   |   |
| Против всех                         | Против всех                         | Против всех                                  | Против всех                             | 0,05   |     |   |
| Всего                               | Всего                               | Всего                                        | Всего                                   | 100,00 | 468 |   |
|                                     |                                     |                                              |                                         |        |     |   |
| Действительных бюллетеней           | Действительных бюллетеней           | Действительных бюллетеней                    | Действительных бюллетеней               | 99,87  |     |   |
| Недействительных бюллетеней         | Недействительных бюллетеней         | Недействительных бюллетеней                  | Недействительных бюллетеней             | 0,13   |     |   |
| Всего бюллетеней                    | Всего бюллетеней                    | Всего бюллетеней                             | Всего бюллетеней                        | 100,00 |     |   |
| Зарегистрированных избирателей/Явка | Зарегистрированных избирателей/Явка | Зарегистрированных избирателей/Явка          | Зарегистрированных избирателей/Явка     | 98,90  |     |   |